# Liliana Betti
Liliana Betti, spesso apparsa come Liliane Betti (Nigoline, 1937 – Adro, 19 agosto 1998), è stata una scrittrice, sceneggiatrice e regista italiana, nota amica ed aiuto alla regia di Federico Fellini.

## Biografia
Liliana Betti è nata nel 1937 a Nigoline Bonomelli di Corte Franca, in provincia di Brescia.

## Riconoscimenti
Nel 1991 ha ricevuto una candidatura al David di Donatello nella categoria Miglior film per La casa del sorriso, che successivamente è stato vincitore dell'Orso d'Oro al Festival di Berlino dello stesso anno.

## Filmografia

### Aiuto Regista
- Tre passi nel delirio (Histoires extraordinaires), regia di Roger Vadim, Louis Malle e Federico Fellini (1968)
- Fellini Satyricon (Satyricon), regia di Federico Fellini (1969)
- Amarcord, regia di Federico Fellini (1973)
- Il Casanova di Federico Fellini (Casanova), regia di Federico Fellini (1976)
- Yuppies 2, regia di Enrico Oldoini (1986)
- Faccione, regia di Christian De Sica (1991)
- La casa del sorriso, regia di Marco Ferreri (1991)
- La carne, regia di Marco Ferreri (1991)
- Vacanze di Natale '91, regia di Enrico Oldoini (1991)
- Anni 90, regia di Enrico Oldoini (1992)
- Diario di un vizio, regia di Marco Ferreri (1993)
- Miracolo italiano, regia di Enrico Oldoini (1993)
- Dio vede e provvede - serie TV, episodi sconosciuti (1996)
- Oliviero Rising, regia di Riki Roseo (2007)

### Sceneggiatrice
- Diario segreto di Amarcord - film TV, regia di Maurizio Mein (1974)
- Miele di donna, regia di Gianfranco Angelucci (1981)
- Yuppies 2, regia di Enrico Oldoini (1986)
- Bellifreschi, regia di Enrico Oldoini (1987)
- Una botta di vita, regia di Enrico Oldoini (1988)
- Bye Bye Baby, regia di Enrico Oldoini (1988)

### Altro
- Giulietta degli spiriti, regia di Federico Fellini - come segretaria (1965)
- Diario segreto di Amarcord, regia di Maurizio Mein e Liliana Betti (1974)
- E il Casanova di Fellini?, regia di Liliana Betti e Gianfranco Angelucci (1975)
- La città delle donne, regia di Federico Fellini - come Responsabile casting (1980)